# Альтдорф-бай-Нюрнберг
Альтдорф-бай-Нюрнберг (нем. Altdorf bei Nürnberg), ранее Альтдорф или Альторф — город в Германии (ФРГ), в федеральной земле Бавария.
Город подчинён административному округу Средняя Франкония. Входит в состав района Нюрнбергер-Ланд. Население составляет 15 097 человека (на 31 декабря 2013 года). Занимает площадь 46,59 км². Региональный шифр — 09 5 74 112. Местные регистрационные номера транспортных средств (коды автомобильных номеров) (нем. Kraftfahrzeugkennzeichen) — LAU. Город подразделяется на 25 городских районов.

## История
Альторф первоначально принадлежал к имперским доменам Нюрнбергского округа.
В 1348 году германо-римский император Карл IV отдал поселение и его территории в наследственное ленное владение графу Иоганну фон Нассау.
В 1360 году граф продал Альторф бургграфу Альбрехту фон Нюрнберг. В 1374 году, как приданое дочери Альбрехта, Анны, поселение и его земли перешли к герцогу Святобору Померанскому и оставались во владении Померании до 1393 года, когда были куплены пфальцграфом (впоследствии королем) Рупрехтом.
В 1503 году, во время похода нюренбергцев против Пфальца, городом завладели нюренбергцы и удержали его в виде вознаграждения за военные издержки. 
С 1575 года, в город была перемещена нюрнбергская гимназия, которая путём постепенных перемен возвысилась до университета (1623 год), и Альтдорф, как университетский город, достиг в германских землях большой известности.
На начало XVII столетия в городе проживал ландфохт, управлявший верхним и нижним Альтдорфом.
В 1806 году имперский город Нюрнберг с округом присоединён к Королевству Бавария и Альтдорфский университет, в 1809 году, был соединён с Эрлангенским. 
В конце XIX столетия город входил в состав Средне-Франконского округа Баварского королевства Германской империи (Второго рейха), и находился на железно-дорожной линии Альтдорф — Фейхт. В городе имелись окружной суд, древний замок, две церкви и учительская семинария, и в нём проживало, на 1880 год, 3 268 жителей, которые в основном занимались производством хмеля и деревянных игрушек. 

## Фотогалерея

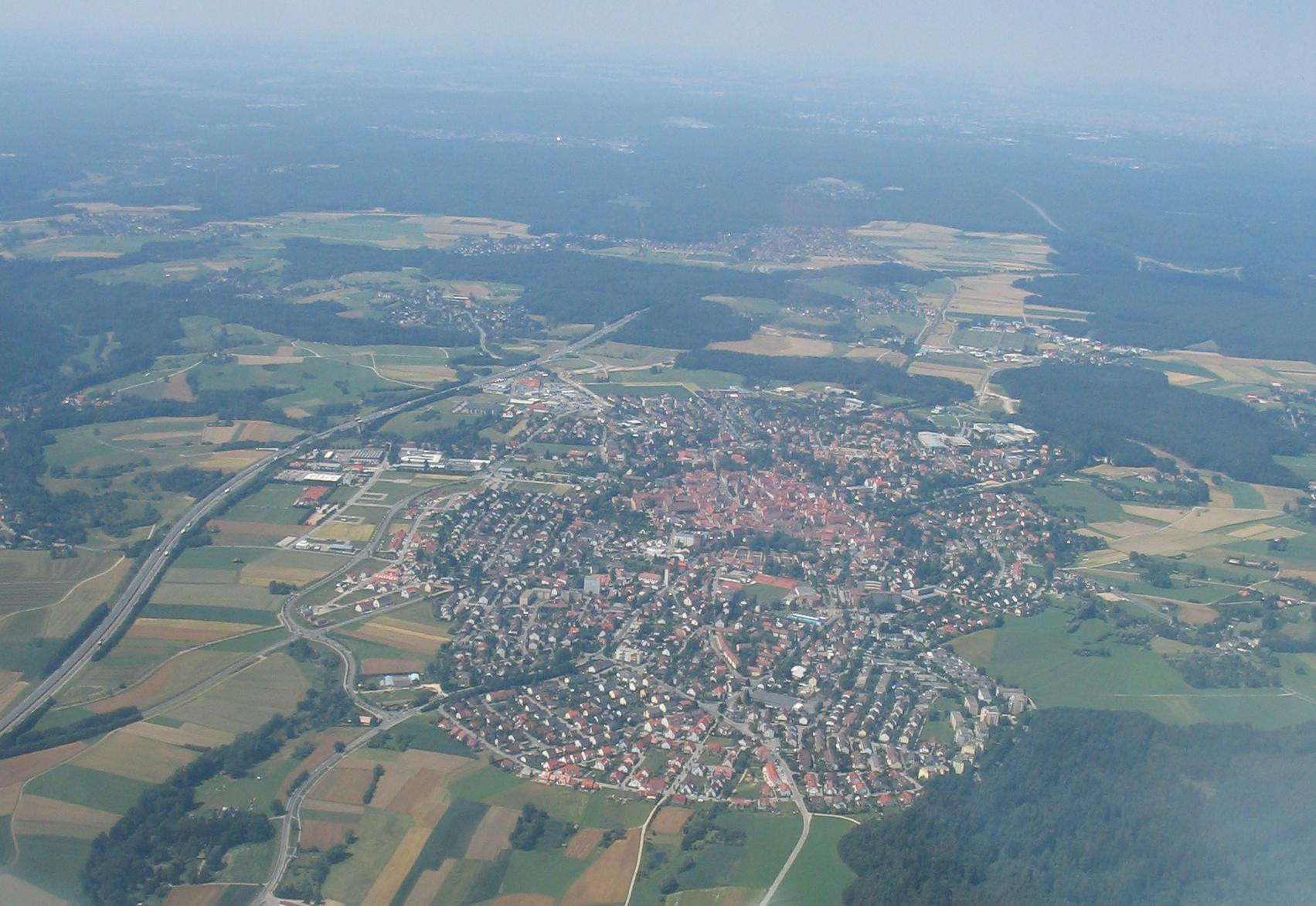
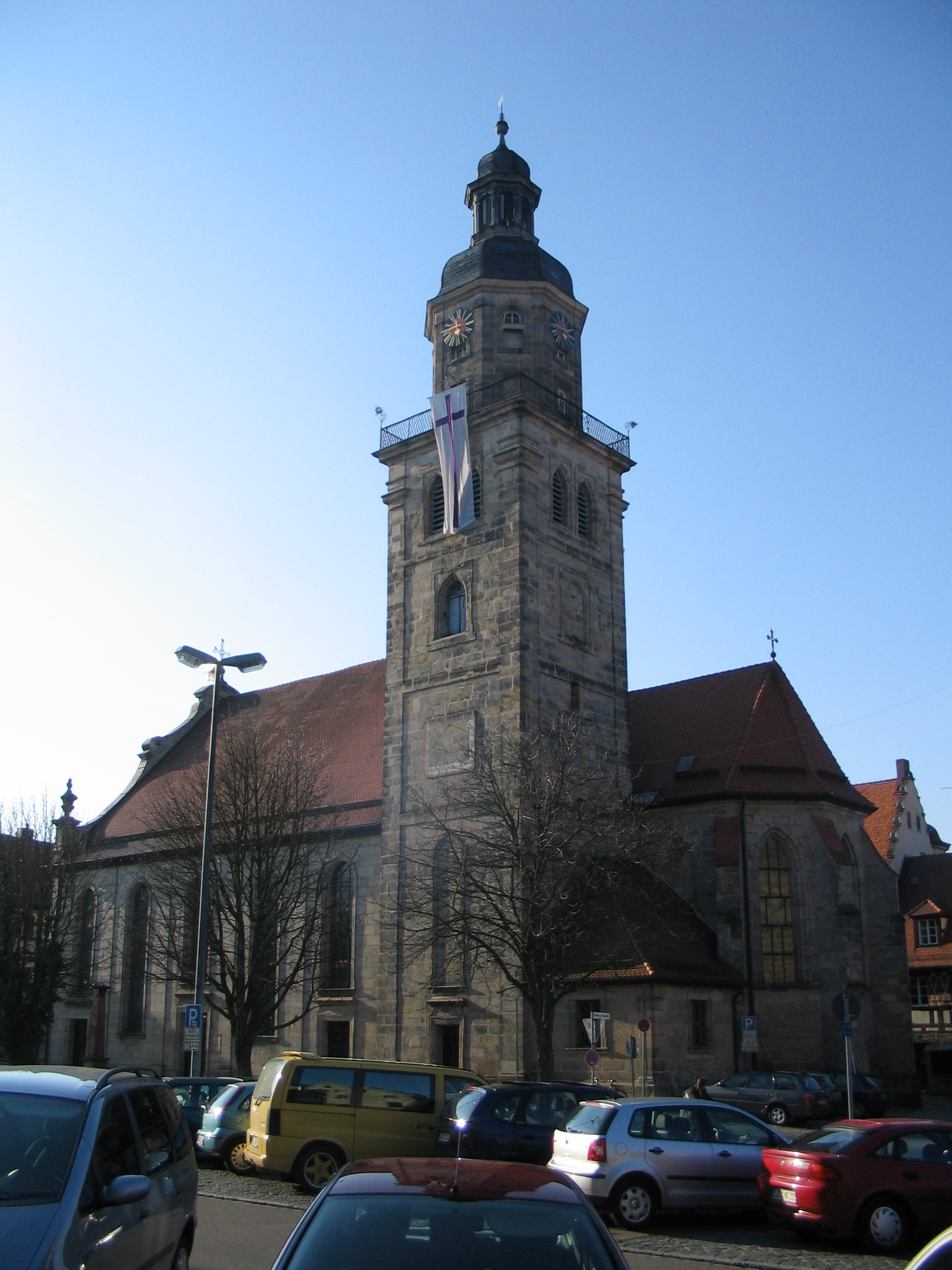
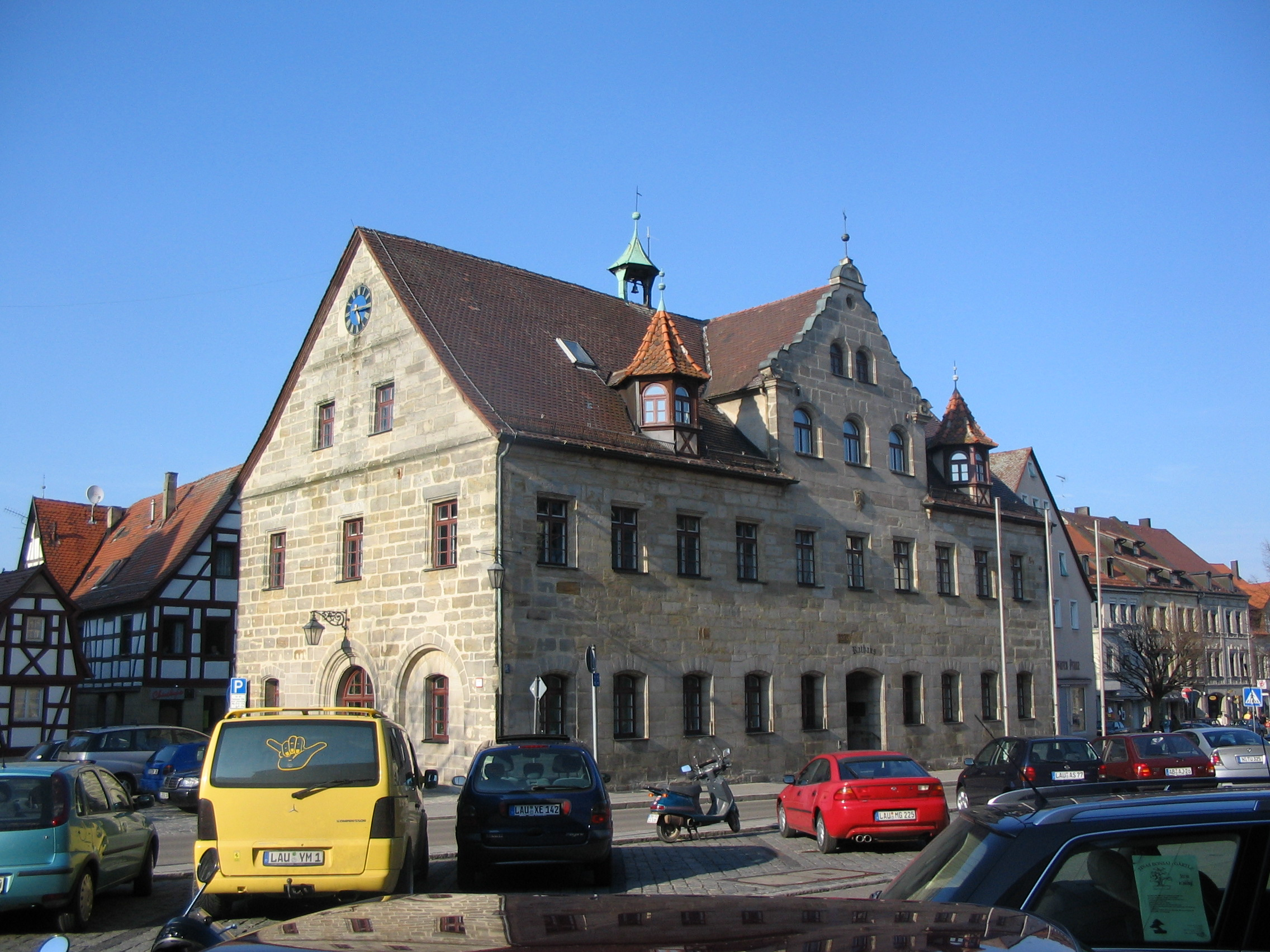
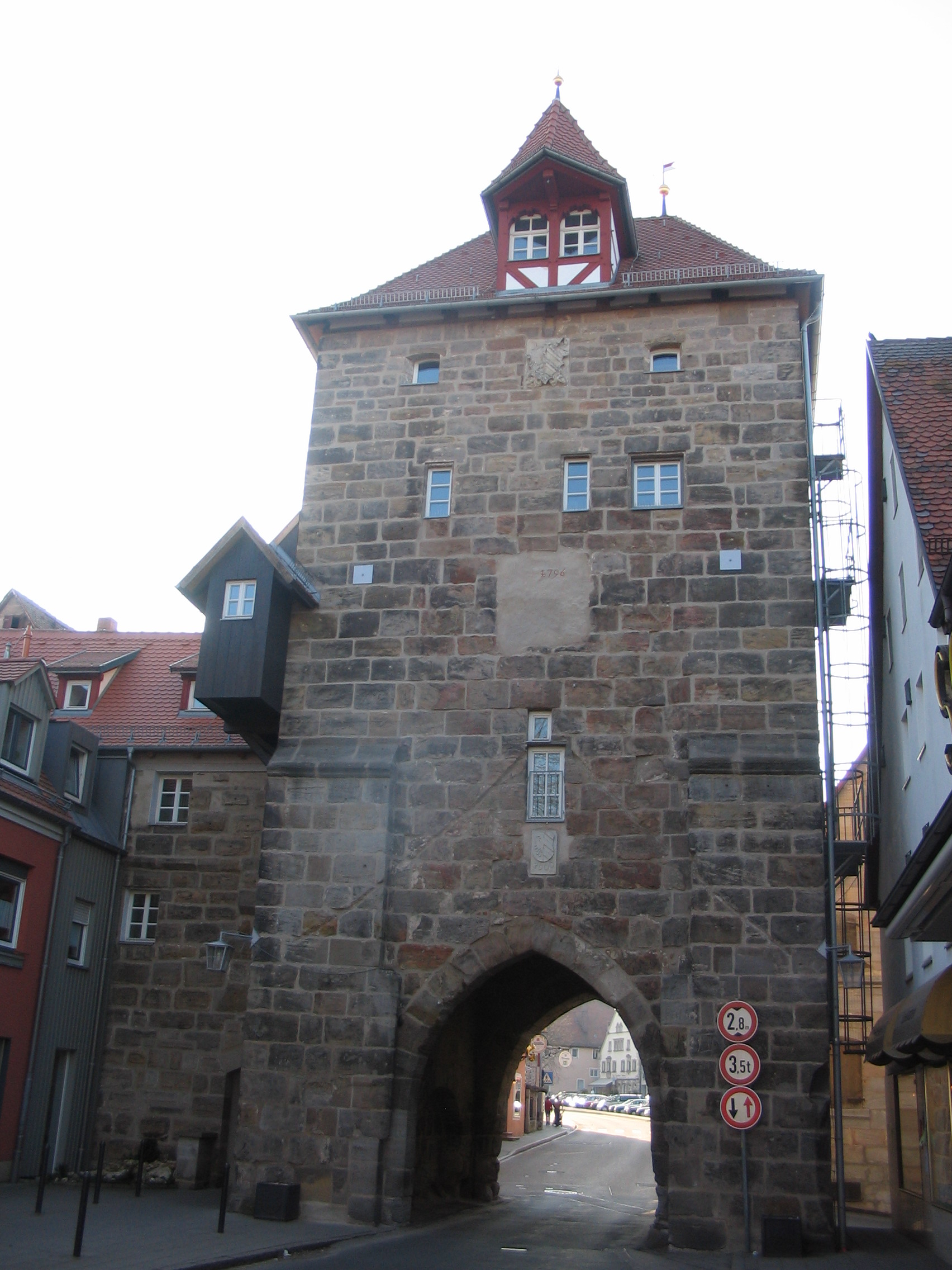
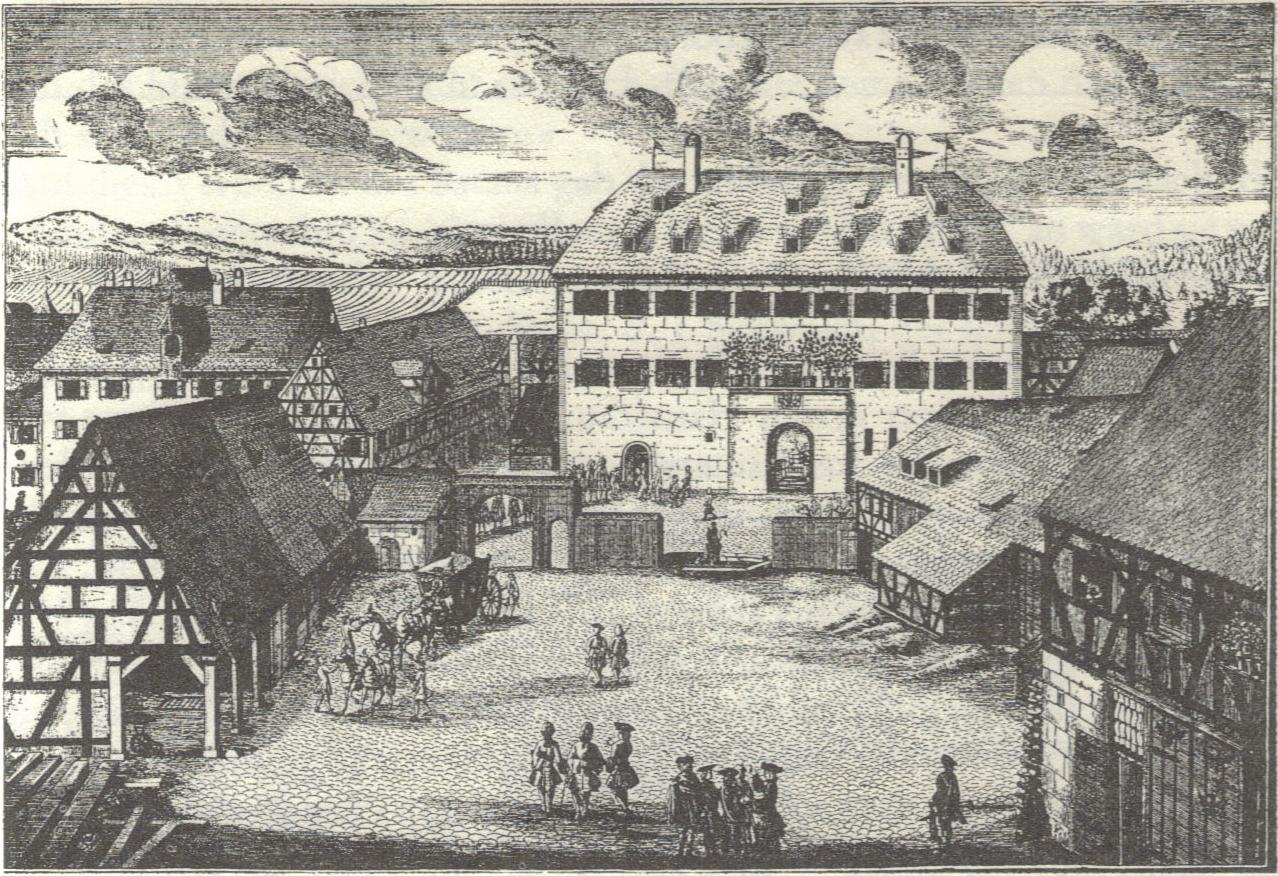

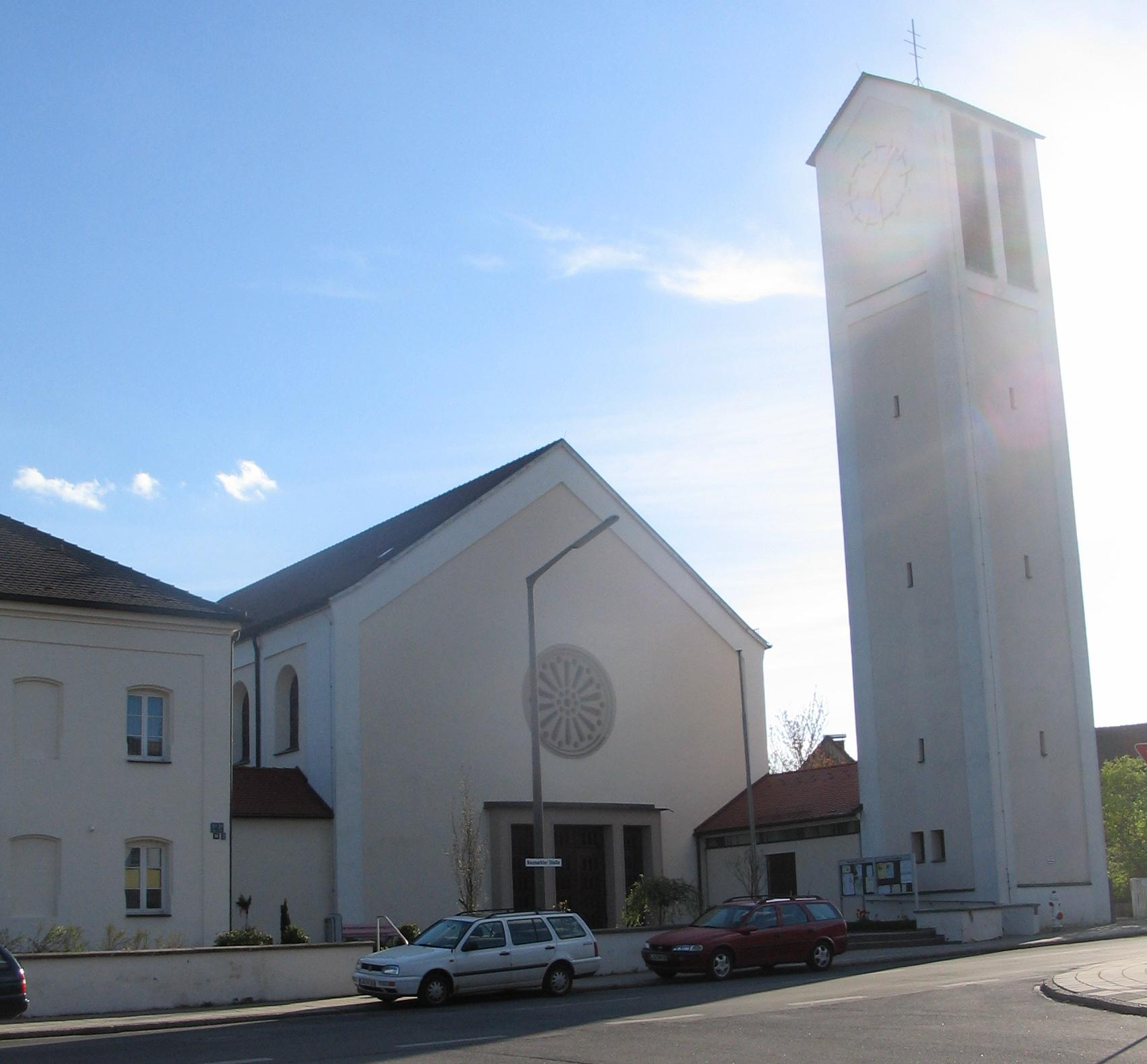
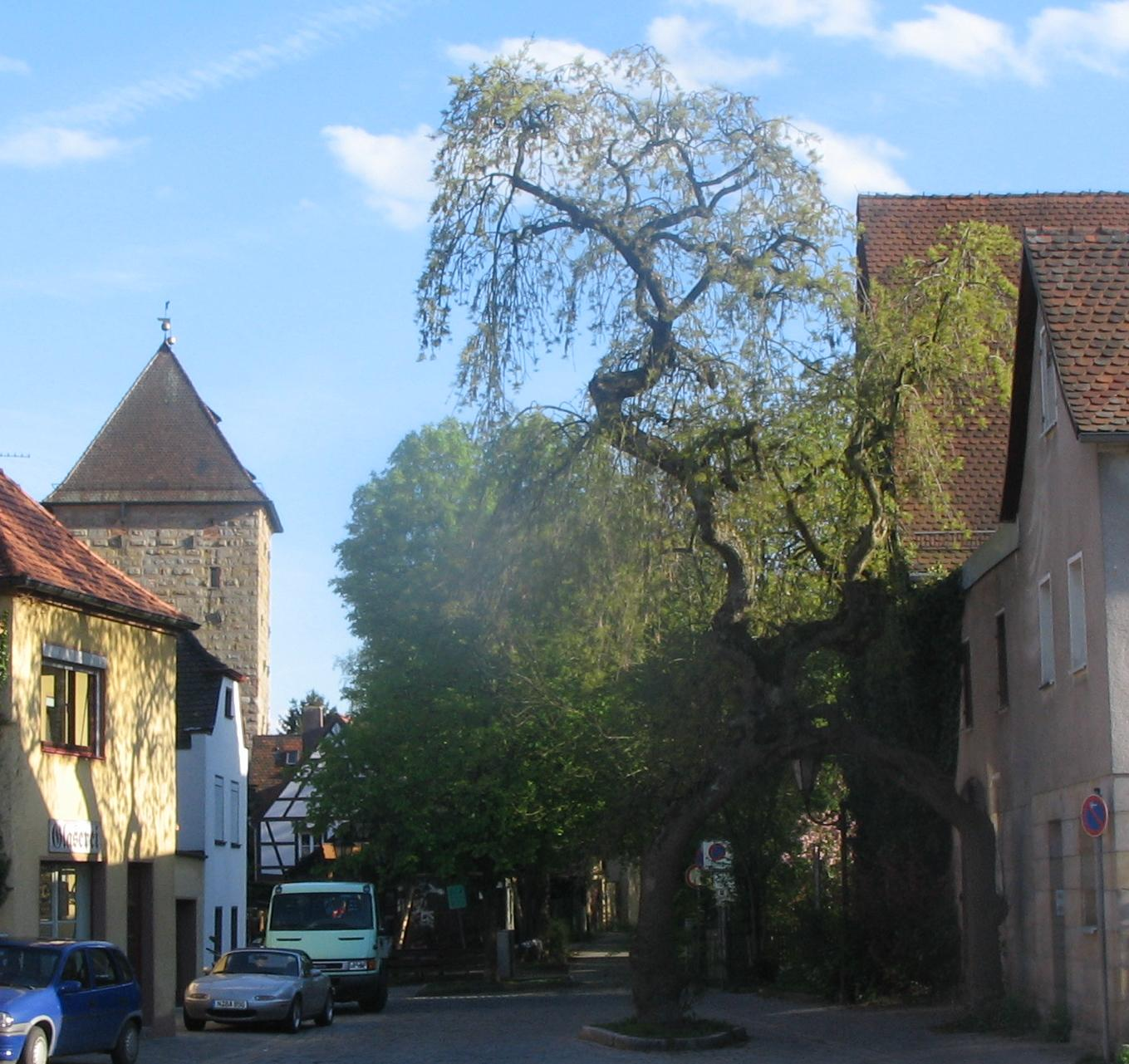
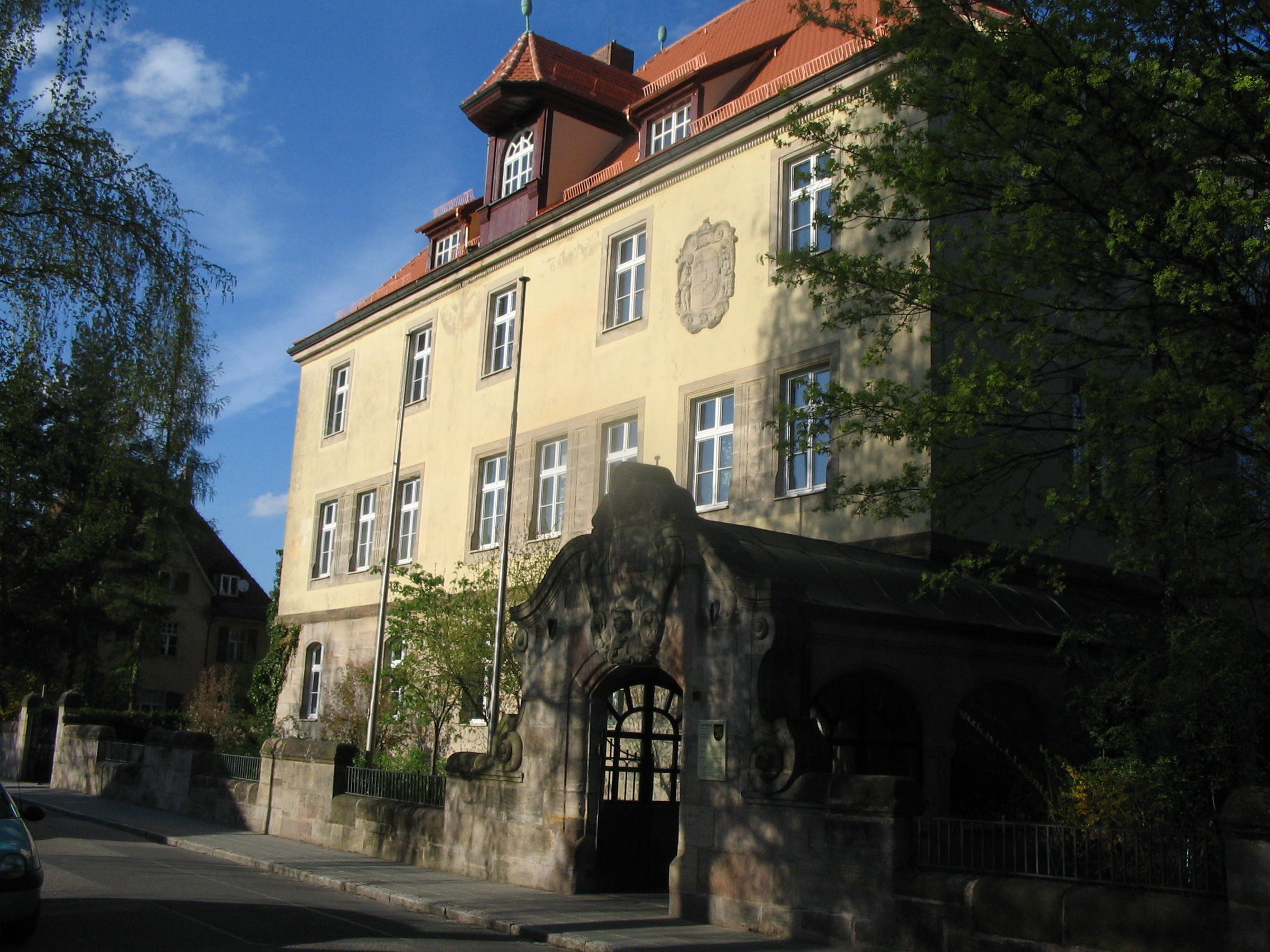
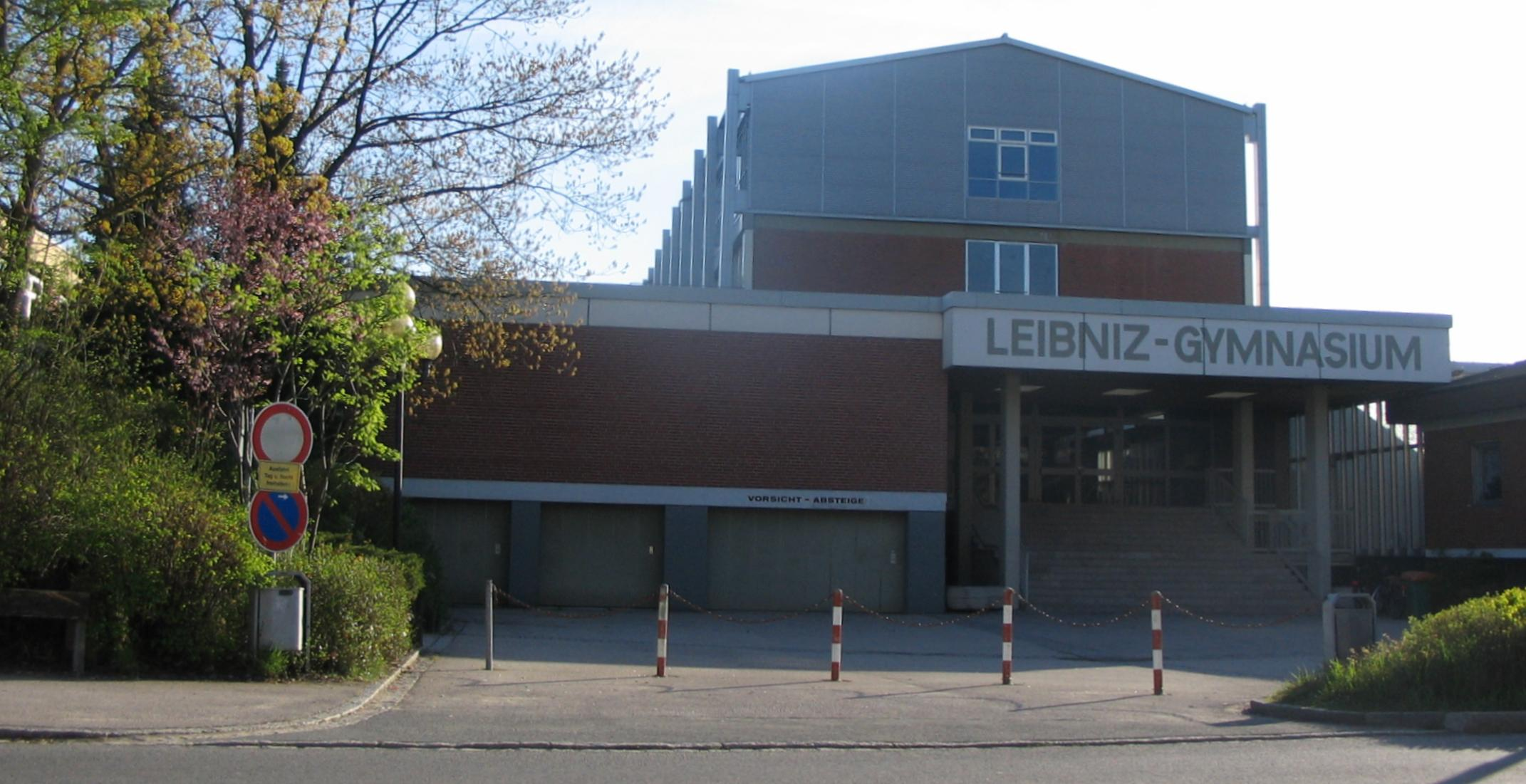
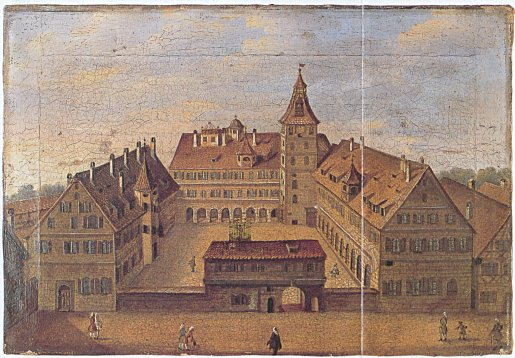

## Население
По оценке на 31 декабря 2015 года население общины составляет 15 260 чел.
| Дата      | 1840 | 1871 | 1900 | 1925 | 1939 | 1950 | 1961 | 1970 | 1987  | 2011  |
| --------- | ---- | ---- | ---- | ---- | ---- | ---- | ---- | ---- | ----- | ----- |
| Население | 5243 | 5669 | 5301 | 5291 | 5631 | 8508 | 8400 | 9652 | 12612 | 15099 |

| Год       | 1960 | 1970 | 1980  | 1990  | 2000  | 2009  | 2010  | 2011  | 2012  | 2013  | 2014  | 2015  |
| --------- | ---- | ---- | ----- | ----- | ----- | ----- | ----- | ----- | ----- | ----- | ----- | ----- |
| Население | 8290 | 9870 | 11966 | 13585 | 15070 | 15382 | 15372 | 15062 | 15111 | 15097 | 15175 | 15260 |